# 松永良弼
松永 良弼（まつなが よしすけ、元禄3年（1690年）？－延享元年6月23日（1744年8月1日））は、江戸時代中期の数学者。初め寺内姓を名乗る。通称は平八郎・権平・安右衛門。号は東岡（とうこう）・探玄子（たんげんし）など。
関孝和門下の荒木村英に学び、後に中根元圭・久留島喜内とともに建部賢弘らの学説も取り入れて、和算の発展に尽くした。一時期は久留米藩・平藩にも仕えている。
代表的な著書として元文4年（1739年）に出された『方円算経』が知られており、円周率を小数第51位までを算出した（うち第49位までは合致している）他、円や多角形などに関する理論をまとめている。また著者不明の数学書『円理乾坤之巻』の著者に比定する説がある。
関流和算の功労者である一方で、その将来を憂えていた一人でもあった。例えば理論や技巧に傾いて実用を軽んじる和算の風潮を強く批判する書簡を、親友である久留島義太に送っている。